# Angelo Raffaele Panzetta
Angelo Raffaele Panzetta (Pulsano, 1966. augusztus 26.) - olasz katolikus pap, a Leccei főegyházmegye koadjutor érseke.

## Élete
1993. április 14-én szentelték pappá, és a Tarantói Főegyházmegyében inkardinálták. Ő volt többek között érseki titkár, a családpasztorációs kúriai és regionális osztály igazgatója, a tarantói (Poggio Galeso) és molfettai szemináriumok lelki atyja, valamint a Pugliai Teológiai Intézet vezetője..
2019. november 7-én Ferenc pápa Crotone-Santa Severina érsekévé nevezte ki[1]. 2019. december 27-én szentelte fel Filippo Santoro érsek.
2024. augusztus 28-án ugyanez a pápa áthelyezte őt Lecce koadjutor érseki hivatalába..

## Fordítás
Ez a szócikk részben vagy egészben  az   Angelo Panzetta című lengyel Wikipédia-szócikk ezen változatának fordításán alapul.  Az eredeti cikk szerkesztőit annak laptörténete sorolja fel. Ez a jelzés csupán a megfogalmazás eredetét és a szerzői jogokat jelzi, nem szolgál a cikkben szereplő információk forrásmegjelöléseként.